# Michael Ramirez
Michael Patrick Ramirez (né le 11 mai 1951 à Tokyo) est un dessinateur de presse américain. Défenseurs d'idées conservatrices, il a reçu de nombreuses récompensées, dont deux prix Pulitzer du dessin de presse et le prix Reuben.

## Récompenses
- 1994 : prix Pulitzer du dessin de presse
- 2007 : prix de la National Cartoonists Society du dessin de presse
- 2008 : prix Pulitzer du dessin de presse
- 2009 : prix de la National Cartoonists Society du dessin de presse
- 2012 : prix de la National Cartoonists Society du dessin de presse
- 2014 : prix de la National Cartoonists Society du dessin de presse
- 2015 : prix de la National Cartoonists Society du dessin de presse
- 2016 : prix Reuben